# Erica rufescens
Erica rufescens är en ljungväxtart som beskrevs av Johann Friedrich Klotzsch. Erica rufescens ingår i släktet klockljungssläktet, och familjen ljungväxter. Inga underarter finns listade i Catalogue of Life.